# 库尔塞勒莱瑟米尔
库尔塞勒莱瑟米尔（法語：Courcelles-lès-Semur，法語發音：[kuʁsɛl lɛ səmyʁ]，意为“瑟米尔附近的库尔塞勒”）是法国科多尔省的一个市镇，属于蒙巴尔区。

## 地理
库尔塞勒莱瑟米尔（47°27'21"N, 4°18'1"E）面积12.03 平方千米，位于法国勃艮第-弗朗什-孔泰大區科多尔省，该省份为法国中东部省份，北起奥布省，西接涅夫勒省和约讷省，南至索恩-卢瓦尔省，东南接汝拉省，东临上索恩省，东北部与上马恩省接壤。
与库尔塞勒莱瑟米尔接壤的市镇（或旧市镇、城区）包括：欧苏瓦地区瑟米尔、蒙蒂尼圣巴泰勒米、托特、维克德沙斯奈、勒瓦勒拉雷。

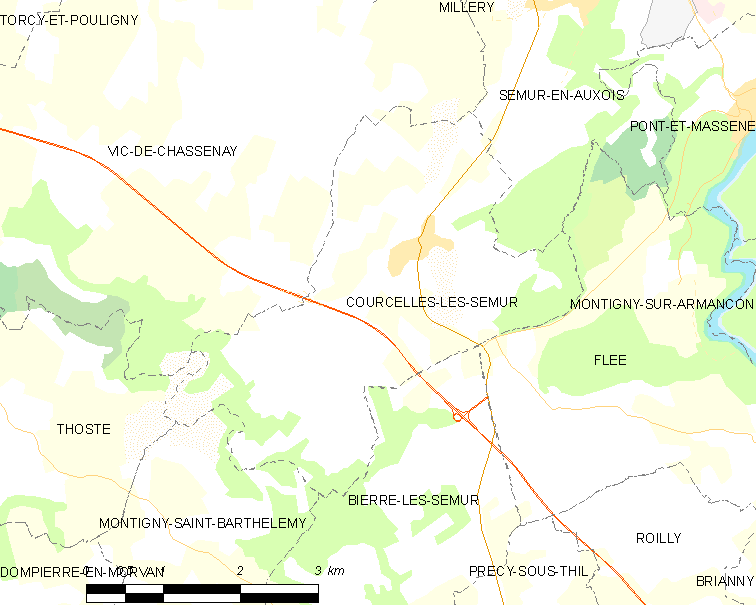
库尔塞勒莱瑟米尔的OSM定位图

库尔塞勒莱瑟米尔的时区为UTC+01:00、UTC+02:00（夏令时）。

## 行政
库尔塞勒莱瑟米尔的邮政编码为21140，INSEE市镇编码为21205。

## 政治
库尔塞勒莱瑟米尔所以属的省级选区为欧苏瓦地区瑟米尔县。

## 人口

1962-2008年间库尔塞勒莱瑟米尔人口变化图示

库尔塞勒莱瑟米尔于2022年1月1日时的人口数量为228人。